# Geórgios Tsalmpoúris
Geórgios « Yórgos » Tsalmpoúris (grec moderne : Γεώργιος «Γιώργος» Τσαλμπούρης), né le 22 juin 1996, à Véria, en Grèce, est un joueur grec de basket-ball. Il évolue aux postes d'ailier fort et de pivot.

## Palmarès
- 3e du championnat d'Europe des 20 ans et moins Division B 2016